# Ксавер Шварценбергер
Ксавер Шварценбергер (англ. Xaver Schwarzenberger) — австрійський кінооператор, режисер, актор, продюсер.

## Біографія
Народився 21 квітня 1946 року в Відні (Австрія).

## Особисте життя
Дружина — Ульріке Шварценбергер.

## Нагороди та премії
1983 — Берлінський кінофестиваль